# Judith Kasper
Judith Kasper (* 4. Mai 1970 in Esslingen am Neckar) ist eine deutsche Literaturwissenschaftlerin.

## Leben
Sie studierte in Nizza, Göttingen und Freiburg im Breisgau Germanistik und Romanistik. Von 1999 bis 2002 war sie DAAD-Lektorin an der Universität Paris-Nanterre. Nach der Promotion 2001 an der Albert-Ludwigs-Universität Freiburg war sie von 2002 bis 2003 Lektorin an der Universität Bologna. Von 2004 bis 2007 war sie Mitarbeiterin am Institut für Philosophie der Universität Verona und promovierte dort im Fach Philosophie. Von 2009 bis 2018 war sie wissenschaftliche Mitarbeiterin am Institut für Romanische Philologie der Universität München. Nach der Habilitation 2015 wurde an der Universität Potsdam wurde sie Professorin für Vergleichende Literaturwissenschaft in Frankfurt am Main. Sie ist Mitherausgeberin der psychoanalytischen Zeitschrift RISS. 
Ihre Arbeitsschwerpunkte sind Literaturtheorie und Ästhetik; Trauma-Theorien und Holocaust-Studies; Philologie und Psychoanalyse und Lyriktheorie.

## Schriften (Auswahl)
- Sprachen des Vergessens. Proust, Perec und Barthes zwischen Verlust und Eingedenken. München 2003, ISBN 3-7705-3817-X.
- Trauma e nostalgia. Per una lettura del concetto di Heimat. Mailand 2009, ISBN 8821185443.
- als Herausgeberin mit Cornelia Wild: Rom rückwärts. Europäische Übertragungsschicksale. Paderborn 2015, ISBN 3-7705-5849-9.
- Der traumatisierte Raum. Insistenz, Inschrift, Montage bei Freud, Levi, Kertész, Sebald und Dante. Berlin 2016, ISBN 3-11-044922-6.